# دهستان درام
درام، دهستانی تاریخی است که در سفرنامه ناصرخسرو به قلعه خشتی واقع در جنوب روستا اشاره شده‌ است.
درام در مسیر استان زنجان به استانهای گیلان و اردبیل واقعه شده‌است و در مسیر کوهنوردی ماسوله قرار دارد.
تعداد دو قلعه تاریخی در روستا موجود است و رودخانه قزل اوزن از کنار آن می‌گذرد.
مهم‌ترین محصولات روستا برنج، زیتون، انار، انجیر است. تنها پایانه مسافربری شهرستان طارم در درام واقع شده‌ است.
منطقه تفریحی شیرین سو در ابتدای جاده طارم- ماسوله یکی از مناطق خوش و آب و هوای طارم در فصل تابستان است. منطقه‌ای که با داشتن چشمه‌سارهای مختلف، رودخانه پرآب و دائمی‌اش، آبشارهای متنوع و چشم نوازش، پوشش‌های مختلف گیاهی و درختان جنگلی گوناگونش موجب شده تا هوای خنک آن این روزها فضایی دلنشین در شمال غرب شهرستان به‌وجود آورد.

## جمعیت
براساس سرشماری سال ۱۳۸۵ جمعیت آن ۴٬۵۸۳ نفر (۱٬۲۱۷ خانوار) بوده‌است.